# Abdominoplastie

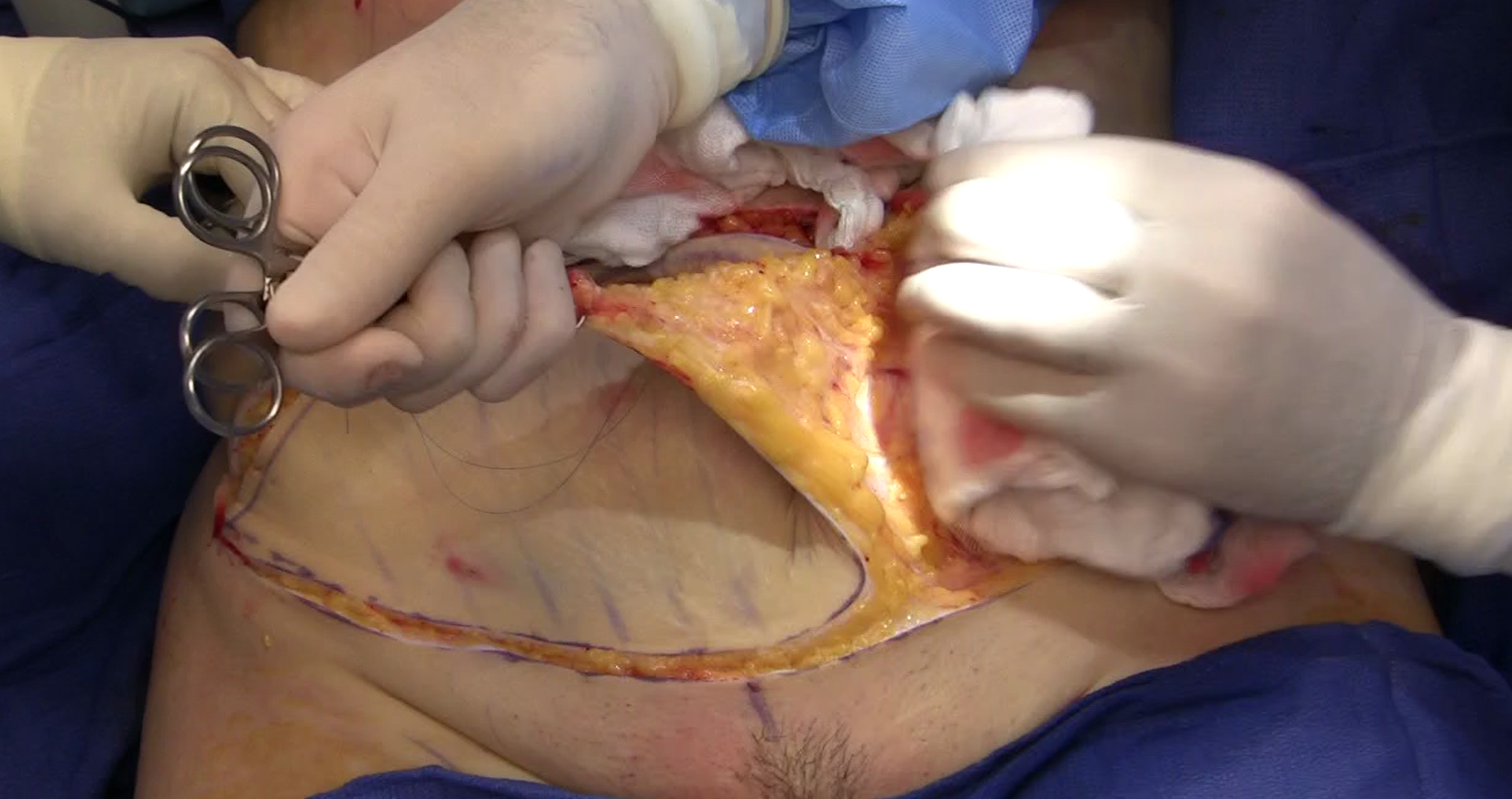
Abdominoplastie en cours.

L'abdominoplastie est la chirurgie de l'abdomen à visée esthétique ou fonctionnelle (cure d'éventration). Cette opération chirurgicale permet de diminuer le relâchement de tissu de l'abdomen au patient, redrapant sa peau, et rendant son abdomen plus serré et plus plat. Les régimes alimentaires stricts sont les meilleures stratégies pour assurer un début du processus mais la chirurgie est parfois incontournable.
L'abdominoplastie est l'une des techniques utilisées dans la chirurgie esthétique abdominale. Cette procédure, qui se compose de lipectomie dermale et du resserrement musculaire, est extrêmement efficace dans des cas où la diète contrôlée et les exercices sportifs ne peuvent pas résoudre le problème de relâchement.
En dépit de l'exercice et du régime approprié, certains groupes de personnes ne peuvent pas atteindre les objectifs désirés. La perte de poids peut diminuer la graisse sous-cutanée la couche et le volume abdominal mais ne peuvent pas améliorer la peau. En outre, des effets de la grossesse induisent des changements dans la colonne et le bassin de vertèbre ayant pour résultat l'élargissement en diamètre transversal de l'abdomen et l'apparition des vergetures.

## Intervention chirurgicale
L'abdominoplastie est une intervention d'environ deux heures pratiquée sous anesthésie générale par un chirurgien plasticien.
Une première liposuccion est souvent pratiquée.
La cicatrice est placée dans la culotte au dessus du pubis, d'une épine iliaque à l'autre.
Des soins de cicatrisations sont nécessaires pendant environ trois semaines.
Une gaine abdominale est souvent prescrite pour assurer la résorption de l'œdème post-opératoire.

## Complications éventuelles
Les complications éventuelle sont :
- Hématomes
- Infections
- Lymphocèles
- Nécrose de lambeau[6]
- Déhiscence[6]

Ces complications sont plus importantes chez les fumeurs.